# Quonset Point
Quonset Point ist eine kleine Halbinsel in der Narragansett Bay im US-amerikanischen Bundesstaat Rhode Island. Sie gehört vollständig zum Gebiet der Stadt North Kingstown.
Quonset Point war von 1941 bis 1974 der Standort des Marineflughafens Quonset Point, einer großen Marinebasis der United States Navy. Hier waren zwischen 1950 und 1970 zahlreiche US-Kriegsschiffe stationiert, darunter die Tarawa, die Essex, die Wasp und die Intrepid. Der spätere Präsident der Vereinigten Staaten Richard Nixon durchlief hier 1942 seine Grundausbildung zum Offizier.

## Geschichte
Der Name Quonset stammt aus der Sprache der Narraganset-Indianer, die das Gebiet vor Ankunft der ersten europäischen Siedler bewohnten und das Land 1709 unter dem Druck der britischen Krone an die Siedler abgaben. 1671 war schon die erste weiße Siedlung gegründet worden, 1717 war das von den Indianern überlassene Land unter den Siedlern aufgeteilt. Quonset Point war ursprünglich eine schmale, in die Narragansett Bay vorspringende Landzunge. 1911 wurden hier 205 Häuser als Ferienhäuser der Siedlung Shore Acres und die Kinder-Ferienkolonie Camp Happyland errichtet.
Aufgrund der strategisch günstigen Lage am Ausgang der Bucht auf den Rhode Island Sound und den Atlantik erwarb die amerikanische Marine das Areal und gestaltete ab 1939 die Halbinsel völlig um, so dass sie bis 1941 die heutige, ungefähr dreieckige Form erhielt. Zahlreiche Gebäude der Basis wurden von dem amerikanischen Architekten Albert Kahn entworfen.
Auf der Militärbasis wurde 1941 die Quonset hut, eine Variation der Nissenhütte des Ersten Weltkriegs, entwickelt, welche mehr als 150.000 mal hergestellt und rund um den Globus eingesetzt wurde.
Am 28. Juni 1974 wurde die Marinebasis stillgelegt. Heute unterliegt die ehemalige Militärbasis im Wesentlichen einer zivilen Nutzung, nur eine kleine militärische Dienststelle der Quonset Point Air National Guard Station befindet sich noch vor Ort. Trotz der Demontage zahlreicher Einrichtungen sind viele der ursprünglichen Installationen noch erhalten.
Der Militärflugplatz ist heute der Quonset State Airport. Die Halbinsel wird mit dem Quonset Business Park außerdem zu Industrie- und Gewerbezwecken verwendet. Die Rhode Island National Guard schließlich veranstaltet jedes Jahr eine Flugshow auf dem Flugplatz, die Rhode Island Air Show.